# TV특종 놀라운 세상
《TV특종 놀라운 세상》은 2000년 5월 20일부터 2014년 11월 11일까지 방송된 교양 프로그램이다.

## 기획 의도
세상 속에 숨겨져 있는 특별한 이야기들 총집합했다. 아직까지 과학적으로 설명되지 못한 신비로운 미스터리는 물론 이 세상의 모든 사랑과 감동, 희망을 보여주는 프로그램.

## 역대 방송시간
- 2000년 5월 20일~10월 28일: 매주 토요일 저녁 6시
- 2000년 11월 2일~2001년 4월 19일: 매주 목요일 저녁 7시 25분
- 2001년 4월 29일~8월 19일: 매주 일요일 오후 1시 5분
- 2001년 8월 21일~2002년 3월 26일: 매주 화요일 저녁 7시 25분
- 2002년 4월 2일~2006년 10월 31일: 매주 화요일 저녁 7시 20분
- 2006년 11월 7일~2012년 10월 30일: 매주 화요일 저녁 6시 50분
- 2012년 11월 6일~2014년 11월 11일: 매주 화요일 저녁 6시 20분

## 역대 진행자
- 1대: 이재룡, 이경실, 신정선 (2000년 5월 20일~8월 5일)
- 2대: 김범도, 이경실, 신정선 (2000년 8월 12일~2002년 3월 26일)
- 3대: 김범도, 이경실 (2002년 4월 2일~2004년 5월 4일)
- 4대: 김범도, 조미령 (2004년 5월 11일~2005년 12월 6일)
- 5대: 김범도, 안혜경 (2005년 12월 13일~2006년 4월 25일)
- 6대: 이휘재, 이정민 (2006년 5월 2일~2009년 1월 13일)
- 7대: 유세윤, 김나영, 김현철 (스튜디오 녹화 폐지) (2009년 1월 20일~4월 21일)
- 2009년 4월 28일부터 2014년 11월 11일까지 MC가 없으며, 김학도가 내레이션을 담당하는 형식으로 방송이 진행되었다.

## 참고 사항
- 2004년 5월 11일부터 2005년 12월 6일까지 여자 MC로 활동한 조미령이 출연한 드라마 중에 MBC 수목드라마 《천생연분》이 있는데 이 드라마에서 종혁 역을 맡았던 권오중[2]은 초대 남자 진행자 이재룡의 배문고등학교 후배다.

## 동시간대 지역 프로그램
| 프로그램              | 지역                                     | 방송국                                                 | 진행자         |
| --------------------- | ---------------------------------------- | ------------------------------------------------------ | -------------- |
| 테마기행길            | 청주시,(충청북도 중남부), 세종특별자치시 | 청주문화방송                                           | 무작위         |
| 테마기행길            | 울산광역시                               | 울산문화방송                                           | 무작위         |
| 테마기행길            | 대전광역시, 세종특별자치시, 충청남도     | 대전문화방송                                           | 무작위         |
| 나홀로 세계여행       | 충주시(충청북도 북부)                    | 충주문화방송                                           | 무작위         |
| 지리산의 선물         | 여수시(전라남도 동부)                    | 여수문화방송                                           |                |
| 최고의 대결 면대면    | 목포시(전라남도 서남부)                  | 목포문화방송                                           |                |
| 경남아 사랑해         | 경상남도                                 | MBC경남                                                |                |
| 앙코르 공간다큐 그 곳 | 부산광역시                               | 부산문화방송                                           |                |
| 신나군                | 강원도                                   | 춘천문화방송, 원주문화방송, 강릉문화방송, 삼척문화방송 | 김기남, 김말숙 |
| 생방송 전국시대       | 포항시(경상북도 동해안)                  | 포항문화방송                                           | 김민주         |
| 생방송 전국시대       | 안동시(경상북도)                         | 안동문화방송                                           | 이정민         |
| 생방송 전국시대       | 대구광역시, 경상북도 중서남부            | 대구문화방송                                           |                |
| 생방송뷰              | 전라북도                                 | 전주문화방송                                           | 이충훈, 김예솔 |
| 얼씨구나 우리동네     | 제주특별자치도                           | 제주문화방송                                           | 김성홍, 임미선 |
| 브라보 멋진인생       | 광주광역시                               | 광주문화방송                                           | 명로진         |

## 동일 소재 프로그램
- VJ클럽 (KBS 2TV)
- PD수첩 (MBC TV)
- 순간포착 세상에 이런일이 (SBS TV)
- 특종세상 (MBN)
- 코리아 헌터, NEW 코리아 헌터, 아시아 헌터 (TV조선)
- 라디오 동의보감, 김현철의 디스크쇼 (MBC 표준FM)